# Édouard Gruner
Pour les articles homonymes, voir Gruner.
Édouard Emmanuel Gruner, né le 16 juin 1849 à Poitiers et mort le 21 juillet 1933 à Breux-Jouy, est un ingénieur français. Il a assuré des fonctions institutionnelles au sein du protestantisme français.

## Biographie
Il est le fils d'Emmanuel-Louis Gruner, polytechnicien et ingénieur, auteur, en 1862, d'un ouvrage, L’État présent de la métallurgie du fer en Angleterre.
Édouard Gruner est élève de l'école polytechnique (X 1869) et de l'École des mines de Paris. Après ses études, il travaille d'abord en France. Il entre en 1874 à la Compagnie de Châtillon-Commentry où il est adjoint au directeur de l'usine de Châtillon-sur-Seine, puis est nommé successivement directeur des usines de Neuves-Maisons en 1876 et de  Beaucaire en 1879. Il devient ensuite ingénieur chez De Dietrich. Il parcourt alors l'Europe. Il fonde le Comité permanent des accidents du travail et réfléchit au rôle des assurances sociales pour la retraite et les accidents du travail. Il est administrateur de l'Union des Mines.

## Activités institutionnelles et associatives
Édouard Gruner est un protestant convaincu. Il est notamment président de la Fédération protestante de France de 1905 à 1927. L'enjeu en 1905 est d'organiser le protestantisme en France après la séparation des Églises et de l'État. Il est également président de la Société des missions évangéliques de Paris de 1917 à 1933.
Il est également président de plusieurs associations, notamment la Société de l'industrie minérale (de 1921 à sa mort) et l'association des anciens élèves des Mines de Paris.

## Distinctions
- 1901 : officier de la Légion d'honneur[6].

## Publications
- « Les Associations et syndicats miniers en Allemagne et principalement en Westphalie », Paris, Chaix, 1887, 81 p.
- « L'Assurance contre la vieillesse et l'invalidité en Allemagne, d'après l'avant-projet du gouvernement », Paris, L. Warnier, 1888, 62 p.
- « Création de l'usine Saint-Montant, près Beaucaire », Le Génie civil : revue générale des industries françaises et étrangères, Paris, t. 8, no 25,‎ 24 avril 1886, p. 389-394 (lire en ligne, consulté le 27 avril 2024)